# Wola Przedborska
Wola Przedborska – wieś w Polsce, w województwie łódzkim, w powiecie radomszczańskim, w gminie Przedbórz.
W latach 1954–1969 znajdowała się w granicach miasta Przedborza.
Przez miejscowość przebiega droga wojewódzka nr 742.
Wierni Kościoła rzymskokatolickiego należą do parafii św. Aleksego w Przedborzu.

## Historia
Wieś powstała w miejscu folwarku Wola Przedborska istniejącego od 1573 r. W XVIII w. służył za rezydencję starostwa przedborskiego. Folwark położony był nad rzeką Pilicą tuż przy drodze (dziś Droga wojewódzka nr 742) prowadzącej z Przedborza do Piotrkowa Trybunalskiego, około 1 km od centrum Przedborza. Na terenie folwarku znajdował się m.in. kamieniołom, osada młynarska, młyn wodny i gorzelnia.
W latach 1816–1818 na terenie folwarku Ferdynand Lange wybudował dworek. W 1818 wprowadził się do niego brat Ferdynanda – Wojciech Lange. Obaj byli dzierżawcami wsi i folwarku, a także właścicielami powstałej w 1823 r. fabryki sukna znajdującej się nieopodal. W 1822 r. wieś (bez folwarku) liczyła 2 domy i 12 mieszkańców. Sam folwark w tym czasie posiadał 13 różnych zabudowań.
Po śmierci Wojciecha Langego dzierżawa wsi i folwarku pozostawała w rękach kolejnych dyrektorów i współwłaścicieli wspomnianej, pobliskiej fabryki sukna: 
- w 1830 syn Joachim, który w 1834 swoje prawa odstąpił zakładom fabrycznym firmy "L. Eychman i Kompania";
- w 1846 za sumę 19 tys. rubli prawa do wsi i folwarku nabyła córka Langego, Dorota Julia Niepokoyczycka;
- w latach 50. XIX w. folwark kupił na licytacji Stanisław Rudnicki. Następnie teren ten nabył Antonii Sobkiewicz i wydzierżawił go dotychczasowemu właścicielowi – Rudnickiemu[6];
- w 1917 folwark przejął syn Antoniego Sobkiewicza – Kazimierz. Sam teren folwarku był w posiadaniu Sobkiewiczów do 1978.

W 1910 na drodze parcelacji dobra ziemskie Pohulanka, które przylegały bezpośrednio od północy do wsi i folwarku należące do dziedzica Stefana Grabowskiego przeszły w posiadanie 31 chłopów. W wyniku tego powstała sąsiadująca z Wolą Przedborską wieś Pohulanka. W drugiej połowie XX w. obie wsie zaczęły funkcjonować jako jedna, o nazwie Wola Przedborska.
W latach II wojny światowej wieś i jej okolice były związane z działalnością konspiracyjną prowadzoną przez Mariana Margasa (1908-1945) ps. "Mars" i Władysława Chudego (1904–1981) ps. "Cichy", "Kamień".
W latach 1975–1998 miejscowość administracyjnie należała do województwa piotrkowskiego.

## Obiekty religijne
- Sala Królestwa zboru Świadków Jehowy[9].

## Zabytki
- Kapliczka z figurą św. Jana Nepomucena pochodząca z XVIII w.
- Cztery schrony bojowe Ringstand 58c z czasów II wojny światowej. Wchodziły w skład niemieckiej linii obrony na rzece Pilicy (Stellung A2 "Merkur"), przebiegającej przez okoliczne pola i lasy.